# أبو إسحاق الثعلبي
الثعلبي (بالفارسية: ابواسحاق احمد ثعلبی) أبو إسحاق أحمد بن محمد بن إبراهيم الثعلبي النيسابوري، هو عالم في تفسير القرآن. 
له كتاب العرائس في قصص الأنبياء، ذكره السمعاني وقال: يقال له الثعلبي والثعالبي، وهو لقب له وليس بنسب، قاله بعض العلماء وقال أبو القاسم القشيري رأيت رب العزة عز وجل في المنام وهو يخاطبني وأخاطبه فكان في أثناء ذلك أن قال الرب تعالى اسمه أقبل الرجل الصالح فالتفت فإذا أحمد الثعالبي مُقبل وذكره عبد الغافر بن إسماعيل الفارسي في كتاب سياق تاريخ نيسابور وأثنى عليه وقال هو صحيح النقل موثوق به حدث عن أبي طاهر ابن خزيمة والإمام أبي بكر ابن مهران المقرئ وكان كثير الحديث كثير الشيوخ.
توفي سنة سبع وعشرين وأربعمائة وقال غيره توفي في المحرم سنة سبع وعشرين وأربعمائة وقال غيره توفي يوم الأربعاء لسبع بقين من المحرم سنة سبع وثلاثين وأربعمائة تعالى والثعلبي بفتح الثاء المثلثة وسكون العين المهملة وبعد اللام المفتوحة باء موحدة والنيسابوري بفتح النون وسكون الياء المثناة من تحتها وفتح السين المهملة وبعد الألف باء موحدة مضمومة وبعد الواو الساكنة راء هذه النسبة إلى نيسابور هكذا قاله السمعاني في كتاب الأنساب